# آلتریش
التریچ (به آلمانی: Altrich) یک شهر در آلمان است که در راینلاند-فالتس واقع شده‌است.

## خصوصیات
التریچ ۱۶٫۲۵ کیلومترمربع مساحت دارد ۱۸۰ متر بالاتر از سطح دریا واقع شده‌است.